# Флаг Чили
Госуда́рственный флаг Чи́ли — принят 18 октября 1817 года.
Флаг состоит из двух равных горизонтальных полос: белой (вверху) и красной. В верхнем левом углу находится синий квадрат, который имеет такую же высоту, как и белая полоса. В центре квадрата расположена белая пятиконечная звезда, которая символизирует проводника к успехам и славе. Синий цвет символизирует небо, белый — Анды, покрытые снегом, а красный — кровь, пролитую в борьбе за независимость.

## Описание флага
| Цвета   | Синий    | Белый       | Красный   |
| ------- | -------- | ----------- | --------- |
| Pantone | 286c     |             | 485c      |
| RGB     | 0-57-166 | 255-255-255 | 213-43-30 |
| HTML    | #0039a6  | #FFFFFF     | #d52b1e   |

## Другие флаги

Флаг Президента
Гюйс ВМС Чили

## Исторические флаги

—
—

- 4 июля 1812 — 2 октября 1814
- 26 мая 1817 — 18 октября 1817
- 12 февраля 1817

## Флаги административных областей

Айсен-дель-Хенераль-Карлос-Ибаньес-дель-Кампо
Антофагаста
Араукания
Арика-и-Паринакота
Атакама
Био-Био
Вальпараисо
Кокимбо
Лос-Лагос
Лос-Риос
Магальянес-и-ла-Антарктика-Чилена
Мауле
Либертадор-Хенераль-Бернардо-О’Хиггинс
Столичная область
Тарапака

## Похожие флаги

Флаг Техаса